# 雞兒腸
雞兒腸（学名：Aster indicus）为菊科紫菀屬下的一个种。

## 扩展阅读
- 維基物種上的相關：雞兒腸